# Tołoczki Wielkie
Tołoczki Wielkie – kolonia wsi Parczowce w Polsce, położona nad rzeką Przerwa, w województwie podlaskim, w powiecie sokólskim, w gminie Kuźnica.
Dawne założenie dworsko-ogrodowe.
W latach 1975–1998 kolonia administracyjnie należała do województwa białostockiego.
Wierni kościoła rzymskokatolickiego należą do parafii Świętej Trójcy i św. Dominika w Klimówce.